# بيل بالدوين (لاعب كرة قدم)
بيل بالدوين (بالإنجليزية: Bill Baldwin)‏ (31 يناير 1907 بلي في المملكة المتحدة - 1 يناير 1982) هو لاعب كرة قدم بريطاني (وحمل سابقاً جنسية المملكة المتحدة لبريطانيا العظمى وأيرلندا) في مركز الهجوم. لعب مع أولدهام أثلتيك وسكونثورب يونايتد ونادي تشيسترفيلد ونادي ساوثبورت ونادي غيلينغهام ونادي كرو ألكساندرا ونادي بارو.